# Jevgeni Telisjev
Jevgeni Igorevitsj Telisjev (Russisch: Евгений Игоревич Телишев) (Salechard, 24 maart 1948) is een Russisch grafisch ontwerper, schilder, dramaturg en verteller. Hij werkt ook als vertaler van Duitse poëzie. Sinds 1980 werkt hij bovendien als tekenaar bij archeologische opgravingen en geeft hij masterclasses in het archeologisch tekenen.
Telisjev heeft aan het pedagogisch instituut in Moskou en aan de grafische faculteit aldaar gestudeerd. Zijn werk werd in Moskou en in Zwitserland tentoongesteld. Zijn werk Sans titre werd in 2005 in het Sverevsky-Centrum voor hedendaagse kunst opgesteld.